# Substantia nigra
La substantia nigra, conosciuta anche come sostanza nera di Sömmerring, è una formazione nervosa grigia laminare con significato di nucleo, che stabilisce il confine tra piede e tegmento del mesencefalo.

## Localizzazione e struttura
La sostanza nera si trova in posizione intermedia tra il mesencefalo e il diencefalo: come il nucleo rosso, infatti, essa viene convenzionalmente assegnata al mesencefalo, sebbene la sua estremità rostrale si spinga in profondità nel subtalamo. Nello studio del tronco encefalico essa è particolarmente importante, in quanto segna il limite fra il piede, ventralmente, e la callotta, dorsalmente, del mesencefalo.
Il nome "sostanza nera" è dovuto alla presenza, nei neuroni che compongono questa struttura, di elevate quantità di pigmento melanico, che conferisce a essi un particolare colore scuro. I neuroni della sostanza nera sono per buona parte dopaminergici: ciò vuol dire che essi utilizzano dopamina al loro terminale presinaptico, per stabilire una sinapsi con gli altri neuroni.
La sostanza nera si compone di due porzioni, distinte secondo un piano frontale:
- la pars compacta (o porzione compatta), dorsale
- la pars reticulata (o porzione reticolata), ventrale.

## Significato funzionale
Sebbene, come già detto, la substantia nigra sia assegnata anatomicamente al mesencefalo, in una classificazione fisiologica essa viene funzionalmente considerata come parte dei nuclei della base, che rientrano tra le formazioni grigie ascritte al telencefalo. La funzionalità della sostanza nera è distinta per le due parti che la compongono.

### Pars reticulata
La porzione reticolata della sostanza nera ospita al proprio interno neuroni GABAergici, e costituisce uno dei due nuclei di output dei nuclei della base, assieme al  globo pallido interno. La funzione di entrambi questi nuclei è di veicolare impulsi depressori sull'attività motrice talamica: essi svolgono dunque una funzione di inibizione del movimento. Questa azione viene tuttavia tenuta sotto controllo dall'attività, a sua volta inibitoria, del corpo striato e, pertanto, viene esplicata solo nella via indiretta delle connessioni intranucleari dei nuclei della base.

#### Afferenze
Le fibre afferenti alla sostanza nera reticolata provengono dal nucleo caudato e dal putamen (che insieme compongono il corpo striato).

#### Efferenze
Le fibre efferenti dalla sostanza nera reticolata si dirigono al talamo, attraverso la via nigro-talamica, e precisamente ai nuclei ventrali anteriore e laterale. Un piccolo contingente di fibre si dirige al tubercolo quadrigemello superiore.

### Pars compacta
Porzione dorsolaterale della SN, con elevata densità di neuroni dopaminergici. Le sue proiezioni principali sono dirette verso il corpo striato, quindi verso il caudato e putamen.
La via nigro-striatale costituisce il cosiddetto sistema dopaminergico a proiezione diffusa. Ha un significato modulatorio in quanto possiede recettori di due tipi:
D1, eccitatori, sui neuroni coinvolti nella via diretta;
D2, inibitori, sui neuroni coinvolti nella via indiretta e sugli interneuroni colinergici del sistema attivatorio dei nuclei della base.
In tal modo, la via nigro-striatale è in grado di eccitare i neuroni della via diretta e di inibire quelli della via indiretta, con un significato globale di facilitazione del movimento.

#### Afferenze
Le fibre afferenti alla sostanza nera compatta provengono dal corpo striato (via striato-nigra) e dal pallido (via pallido-nigra). Altre proiezioni provengono dalla corteccia.

#### Efferenze
Le fibre efferenti dalla sostanza nera compatta si dirigono al corpo striato (via nigro-striatale).
Le efferenze della regione tegmentale ventrale formano la via Meso-Cortico-Limbica, tra le maggiori proiezioni va ricordata quella al nucleo Accumbens(che fa parte dello striato e del sistema limbico).

## Patologie a carico della via nigro-striatale
La degenerazione dei neuroni dopaminergici della sostanza nera compatta porta alla malattia di Parkinson, in quanto viene a mancare il rigido controllo della via nigro-striatale sulla facilitazione del movimento.
Esistono inoltre in questo nucleo recettori per gli endocannabinoidi, di cui si sa poco. La sostanza nera, infine, è certamente un sito di azione del THC.